# Sad!
«Sad!» (с англ. — «Печальный») — песня, записанная американским рэпером XXXTentacion с его второго студийного альбома ?, вышедшая 2 марта 2018 года. После убийства певца сингл достиг первого места в американском хит-параде Billboard Hot 100.

## История
Сингл «Sad!» вышел 2 марта 2018 года через интернет-сервисы Spotify, Deezer, iTunes/Apple Music и Tidal вместе с «Changes». Трек получил положительные отзывы музыкальной критики и интернет-изданий: HotNewHipHop, XXL, Rap-Up, HotNewHipHop.
XXXTentacion стал 8-м солистом, возглавившим Hot 100 посмертно и первым в этой роли за последние 20 лет. Static Major был последним исполнителем на № 1 сразу после его смерти, но в роли соучастия в другом хите, на Лил Уэйна «Lollipop» (5 недель № 1 с 3 мая 2008). До Static Major лидировал посмертно Soulja Slim, но тоже в роли приглашённой звезды, при его участии в Juvenile’s «Slow Motion» (2 недели № 1 в Hot 100 с 7 августа 2004). А в лидирующей роли XXXTentacion стал первым за более чем 20 лет исполнителем, возглавившим хит-парад Hot 100 посмертно после The Notorious B.I.G., который сделал это дважды (он был убит 9 марта 1997 года): «Mo Money Mo Problems» (при участии Puff Daddy и Mase; 2 недели на № 1 30 августа и 6 сентября 1997), и «Hypnotize» (3 недели № 1 с 3 мая 1997). Другие сольные исполнители, которые возглавляли американский хит-парад Hot 100 посмертно: Джон Леннон, «(Just Like) Starting Over» (5 недель № 1, 1980-81); Джим Кроче, «Time in a Bottle» (2, 1973-74); Джанис Джоплин, «Me and Bobby McGee» (2, 1971) и Отис Реддинг, «Sittin' on the Dock of the Bay» (4, 1968).

## Коммерческий успех
В США «Sad!» дебютировал на № 17 и сначала поднялся на 7-е место (31 марта), став первым хитом рэпера в лучшей десятке, а позднее поднялся до первого места хит-парада Hot 100. Это произошло после убийства рэпера, произошедшего 18 июня 2018 года в Дирфилд-Бич (штат Флорида, США). Это 1-й посмертный чарттоппер в американском хит-параде после сингла «Mo Money Mo Problems» (The Notorious B.I.G., 1997).

## Музыкальное видео
Музыкальное видео вышло посмертно 28 июня 2018 года на канале YouTube. Видео было создано в креативном плане X, а поставлено режиссёром JMP. Взрослый X посещает похороны самого себя в молодости, но тот оживает, встаёт из гроба и две возрастные ипостаси начинают бороться, сначала в церкви, а потом извне.

## Участники записи
Источник информации.
- Джасей Онфрой — автор, музыка
- John Cunningham — автор, музыка, продюсер
- Koen Heldens — микширование
- Kevin Peterson — мастеринг
- Dave Kutch — мастеринг

## Чарты
| Чарт (2018)                           | Высшая позиция |
| ------------------------------------- | -------------- |
| Австралия (ARIA)                      | 4              |
| Австрия (Ö3 Austria Top 40)           | 5              |
| Бельгия/Фландрия (Ultratop 50)        | 15             |
| Бельгия/Валлония (Ultratop 50)        | 20             |
| Канада (Billboard Canadian Hot 100)   | 2              |
| Чехия (Singles Digitál Top 100)       | 1              |
| Дания (Tracklisten)                   | 2              |
| Финляндия (Suomen virallinen lista)   | 12             |
| Франция (SNEP)                        | 27             |
| Германия (GfK)                        | 12             |
| Греция (IFPI)                         | 1              |
| Венгрия (Single Top 40)               | 28             |
| Венгрия (Stream Top 40)               | 2              |
| Ирландия (IRMA)                       | 8              |
| Италия (FIMI)                         | 17             |
| Нидерланды (Dutch Top 40)             | 16             |
| Нидерланды (Single Top 100)           | 3              |
| Новая Зеландия (Recorded Music NZ)    | 3              |
| Норвегия (VG-lista)                   | 6              |
| Португалия (AFP)                      | 1              |
| Шотландия (OCC Scotland)              | 31             |
| Словакия (Singles Digitál Top 100)    | 1              |
| Испания (PROMUSICAE)                  | 45             |
| Швеция (Sverigetopplistan)            | 3              |
| Швейцария (Schweizer Hitparade)       | 4              |
| Великобритания (OCC UK Singles)       | 5              |
| Великобритания (OCC UK Indie)         | 1              |
| США (Billboard Hot 100)               | 1              |
| США (Billboard Hot R&B/Hip-Hop Songs) | 1              |
| США (Billboard Rhythmic)              | 24             |

| Чарт (2018)                              | Позиция |
| ---------------------------------------- | ------- |
| Австралия (ARIA)                         | 21      |
| Австрия (Ö3 Austria Top 40)              | 54      |
| Бельгия (Ultratop Flanders)              | 73      |
| Бельгия (Ultratop Wallonia)              | 93      |
| Канада (Canadian Hot 100)                | 15      |
| Дания (Tracklisten)                      | 11      |
| Эстония (IFPI)                           | 8       |
| Германия (Official German Charts)        | 72      |
| Ирландия (IRMA)                          | 39      |
| Италия (FIMI)                            | 64      |
| Нидерланды (Single Top 100)              | 35      |
| Новая Зеландия (Recorded Music NZ)       | 10      |
| Швеция (Sverigetopplistan)               | 12      |
| Швейцария (Schweizer Hitparade)          | 30      |
| Великобритания (Official Charts Company) | 46      |
| США Billboard Hot 100                    | 17      |
| США Hot R&B/Hip-Hop Songs (Billboard)    | 12      |

## Сертификации
| Регион | Сертификация  | Продажи    |
| --- | ------------- | ---------- |
| Австралия (ARIA) | 5× Платиновый | 350 000    |
| Бельгия (BEA) | 2× Платиновый | 80 000     |
| Бразилия (ABPD) | 2× Платиновый | 80 000     |
| Канада (Music Canada) | 3× Платиновый | 240 000    |
| Дания (IFPI Danmark) | 2× Платиновый | 180 000    |
| Франция (SNEP) | Бриллиантовый | 333 333    |
| Германия (BVMI) | Платиновый    | 400 000    |
| Италия (FIMI) | 2× Платиновый | 140 000    |
| Мексика (AMPROFON) | Платиновый    | 60 000     |
| Нидерланды (NVPI) | 2× Платиновый | 160 000    |
| Новая Зеландия (RMNZ) | Платиновый    | 30 000     |
| Норвегия (IFPI Norway) | 2× Платиновый | 120 000    |
| Польша (ZPAV) | 3× Платиновый | 60 000     |
| Португалия (AFP) | 3× Платиновый | 30 000     |
| Испания (PROMUSICAE) | Золотой       | 20 000     |
| Великобритания (BPI) | 2× Платиновый | 1 200 000  |
| США (RIAA) | Бриллиантовый | 10 000 000 |
| Стриминг |               |            |
| Греция (IFPI Greece) | Платиновый    | 2 000 000  |
| Швеция (GLF) | 2× Платиновый | 16 000 000 |
| Данные о продажах + прослушиваниях приведены только на основе сертификации. · Данные только о прослушиваниях приведены на основе сертификации. |               |            |